# Arne Gravers
Arne Gravers (født 25. december 1918 i Aarhus, død 17. maj 1982) var en dansk arkitekt, der særligt var virksom i Aarhus.
Gravers blev uddannet fra Kunstakademiets Arkitektskole i 1945 og kom herefter til C.F. Møllers Tegnestue, hvor han var frem til 1953. Her indgik han et partnerskab med Johan Richter, der varede frem til 1972. 
Hos C.F. Møller arbejdede han blandt andet med Aarhus Universitets bygninger, mens partnerskabet med Richter indledtes med Århus Statsgymnasium i Hasle, opført 1959. Det blev senere til flere gymnasier, hvor statsgymnasiets formalistiske stil blødtes op med mere levende former, hvilket sås med Grenaa Gymnasium.
I 1965 modtog han Træprisen, mens han i 1966 fik Eckersberg Medaillen sammen med Richter.

## Værker

### Med Johan Richter
- Århus Statsgymnasium (1959)
- Gammelgaardsskolen, Åbyhøj (1959)
- Grenaa Gymnasium (1962)
- Boligbebyggelse, Langenæs, Århus (1963)
- Løvenholm Kollegium, Grenaa (kostskole for Grenaa Gymnasium) (1963)
- Langenæs Kirke, Århus (1966)
- Boligbebyggelse, Reginehøj, Århus (1967)
- Idrætsanlæg, Åby (1969)
- Boligbebyggelse, Frydenlund, Århus (1970)
- Åby Bibliotek (1970)
- Jyllands Kreditforening, Kongsgårdsvej 6, Viby J. (1970)
- Grindsted Gymnasium (1965)
- Varde Gymnasium (1970)
- Rødkilde Gymnasium, Vejle (1971)
- Skt. Clemens Apotek, Aarhus (1971)
- Vestre Skole, Grindsted (1973)

### Alene
- Boligbebyg. Vestparken, Grindsted (1967)
- Boligbebyg. Møensg., Århus (1968)
- Plejehjem, Tranbjerg (1968)
- Plejehjem, Højbjerg (1969)
- Plejehjem, Holstebro (1969)
- Plejehjem, Skejby (1972)
- Klostervangen (1969, med Knud Blach Petersen).